# زيارتغاه (كتشو)
زیارتغاه (بالفارسية: زیارتگاه) هي قرية تقع في إيران في قسم کتشو الريفي. يقدر عدد سكانها بـ 9 نسمة بحسب إحصاء 2016.